# Neoempheria kaestneri
Neoempheria kaestneri är en tvåvingeart som beskrevs av Edwards 1940. Neoempheria kaestneri ingår i släktet Neoempheria och familjen svampmyggor. Inga underarter finns listade i Catalogue of Life.